# لستر درگستد
لِستر رینولد درَگستِد (انگلیسی: Lester Reynold Dragstedt؛ ۲ اکتبر ۱۸۹۳ – ۱۶ ژوئیهٔ ۱۹۷۵) جراح سوئدی‌تبار اهل ایالات متحده آمریکا و نخستین کسی بود که با موفقیت دوقلوهای به‌هم‌چسبیده را از هم جدا کرد. او جراح مشهوری در سطح ملی (در ایالات متحده آمریکا) بود و یک صاحب‌نظر و مرجع برجسته در زمینهٔ زخم‌های گوارشی و جراحی دستگاه گوارش محسوب می‌شد.
برادر کوچکتر او «کارل آلبرت» نیز پزشک و جراح بود.

## زندگی حرفه‌ای
وی در آغاز با شنیدن یک سخنرانی از رابرت میلیکان، تصمیم گرفت فیزیک‌دان شود؛ اما اندکی بعد تحت تأثیر ایوان پاولف و میشل لاتارژه و مخصوصاً آنتون یولیوس کارلسون به فیزیولوژی و پزشکی علاقمند شد و در سال ۱۹۱۵ مدرک کارشناسی علوم، در ۱۹۱۶ کارشناسی ارشد فیزیولوژی، در ۱۹۲۰ پی‌اچ‌دی فیزیولوژی را از دانشگاه شیکاگو و سرانجام در سال ۱۹۲۱ مدرک دکترای پزشکی خود را از کالج پزشکی راش دریافت کرد. درَگستد پس از تمرین بر روی حیوانات به یک جراح بااستعداد تبدیل شد و جذب رشتهٔ جراحی شد، اما او احساس کرد فیزیولوژی پتانسیل بیشتری برای دستاوردهای نوآورانه دارد. وی مدتی مدرس رشتهٔ داروشناسی در دانشگاه آیووا بود و پس از آغاز جنگ جهانی اول برای خدمت به ارتش پیوست. پس از جنگ و در همان هنگام که مشغول تحصیلات خود دانشگاه شیکاگو بود، مدتی کوتاه در سال ۱۹۲۳ به عنوان مدرس دانشگاه نورث‌وسترن کار کرد.
در سال ۱۹۲۵ او با کمک‌هزینهٔ بنیاد راکفلر برای تکمیل آموخته‌های خود به پاریس، وین و بوداپست رفت و به هریک از مدرسان و استادان خود ۱۵۰ دلار در ماه شهریه می‌داد. او پس از یکسال به ایالات متحده آمریکا برگشت و به استخدام دانشگاه شیکاگو درآمد.
در سال ۱۹۳۶، او یکی از سه پزشک از دپارتمان باکتری‌شناسی، جراحی و پزشکی دانشگاه شیکاگو بود که میکروب جدیدی را کشف کرد که به‌نظر می‌رسید عامل بروز کولیت اولسراتیو باشد.
او به ویژه برای مشارکت‌هایش در درمان بیماری‌های لوزالمعده، غده پاراتیروئید و معده شناخته شد. او ایلئوستومی پوستی را برای درمان کولیت اولسراتیو ابداع کرد.
او یک روش جراحی جدید (واگوتومی با جراحی) برای درمان زخم اثنی عشر (زخم دوازدهه) ابداع کرد. او یک جراح چیره‌دست و معتبر بود که به دلیل کارش در زمینهٔ درمان زخم معده و دوازدهه شهرت داشت و کار او در بیش از ۳۶۰ مقاله منتشر شده در ژورنال‌های پزشکی گوناگون ثبت شده بود.
در سال ۱۹۵۰، او و تیمش در دانشگاه شیکاگو یک بخش مهم در معده به نام آنتروم را کشف کردند که ممکن است نقش مهمی در ایجاد زخم معده داشته باشد. گاسترین و ترشحات معده، جریان شیره معده را تحریک می‌کند و باعث می‌شود معده خودش را «هضم» کند و باعث ایجاد زخم شود. این تیم پزشکی در حین پژوهش بر روی سگ‌ها این را کشف کردند و یافته‌های خود را در انجمن علمی زیست‌شناسی تجربی منتشر کردند. آنها دریافتند که برداشتن آنتروم معده به‌طور قابل توجهی جریان شیره معده را کاهش می‌دهد. در همان سال، زمانی که درَگستد در دانشگاه شیکاگو بود، برنامه‌ای را مدیریت کرد که در آن موسیقی با بیهوشی ترکیب می‌شد تا به آرامش بیماران کمک کند.
وی عضو آکادمی ملی علوم، انجمن فی بتا کاپا، انجمن پیشبرد علوم آمریکا، انجمن پزشکی آمریکا و فرهنگستان هنر و علوم آمریکا بود و مدتی نیز ریاست «انجمن ملی پژوهش‌های پزشکی» را بر عهده داشت.
لستر درَگستد در سال ۱۹۷۵ و در سن ۸۱ سالگی بر اثر سکته قلبی درگذشت.